# Viktor Waldner

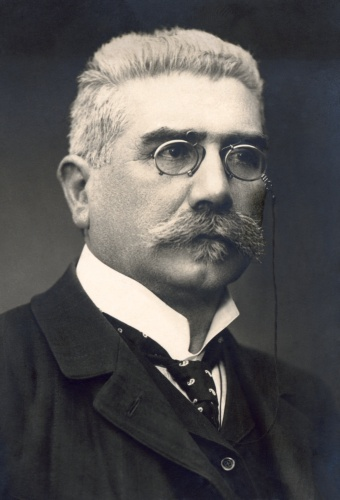
Viktor Waldner

Viktor Waldner (* 1. April 1852 in Dellach, Bezirk Hermagor, Kärnten; † 30. August 1924 in Klagenfurt) war ein österreichischer Rechtswissenschaftler und Politiker der Deutschen Volkspartei, ab 1910 der Deutschen Agrarpartei und später des Kärntner Bauernbundes. Er war von 1907 bis 1918 Abgeordneter zum Reichsrat und 1918/19 Mitglied der Provisorischen Nationalversammlung für Deutschösterreich. Zuvor lehrte er von 1886 bis 1907 als Professor für Zivilprozess, Handels- und Wechselrecht an der Universität Innsbruck.

## Ausbildung und Beruf
Der Sohn eines Gast- und Landwirts besuchte die Volksschule und das Gymnasium in Klagenfurt und studierte von 1872 bis 1876 an der Universität Wien Rechtswissenschaft. 1878 wurde er dort mit besonderer Auszeichnung (sub auspiciis imperatoris) zum Dr. iur. promoviert. Von 1879 bis 1886 arbeitete er als Juristenpräfekt am Wiener Theresianum. 1883 wurde er an der Universität Wien zum Privatdozenten für österreichischen Zivilprozess ernannt, parallel lehrte er auch als Rechtsprofessor an der K.k. Akademie für Orientalische Sprachen.
Waldner wurde 1886 als außerordentlicher und im Jahr darauf als ordentlicher Professor für Zivilprozess, Handels- und Wechselrecht an die Universität Innsbruck berufen, deren Rektor er im akademischen Jahr 1894/95 war. Zugunsten seiner politischen Tätigkeit verzichtete er 1907 auf die Ausübung seines Lehramts, 1922 trat er in den Ruhestand. Waldner besaß außerdem ein Gut in seinem Geburtsort Dellach und war Obmann des landwirtschaftlichen Bezirksvereins.
Waldner war mit ab 1884 mit Rosa von Pleniger verheiratet, mit der er einen Sohn und eine Tochter bekam und die bereits 1891 starb. In zweiter Ehe heiratete er 1908 Maria Rupp.

## Politische Mandate
- 1902–1918: Abgeordneter zum Kärntner Landtag (9. und 10. Wahlperiode), Wahlbezirk X (Landgemeinden Hermagor, Kötschach)
- 1907–1918: Abgeordneter des Abgeordnetenhauses im Reichsrat (XI. und XII. Legislaturperiode), Wahlbezirk Kärnten 9; Deutscher Nationalverband, ab 1911 Obmann-Stellvertreter, ab 1917 Obmann der Deutschen Agrarpartei, ab Jänner 1918 Obmann des Verbandes der deutschnationalen Parteien (DnP)[3]
- 21. Oktober 1918 bis 16. Februar 1919: Mitglied der Provisorischen Nationalversammlung, DnP
- 1921–1923 Abgeordneter zum Kärntner Landtag (12. Wahlperiode), Kärntner Bauernbund